# Guillermo Abascal
Pour les articles homonymes, voir Abascal.
Guillermo Abascal Perez, né le 13 avril 1989 à Séville en Espagne est un entraîneur de football espagnol.

## Biographie
En avril 2018, Guillermo Abascal est nommé entraineur du club du FC Lugano en remplacement de Pierluigi Tami, limogé par ce dernier club. En février 2022 Le FC Bâle limoge son entraîneur principal, Patrick Rahmen (en) et Guillermo Abascal devient l'entraîneur du club par intérim.
Le 10 juin 2022, Abascal est nommé à la tête du club russe du Spartak Moscou.